# Franciszkanizm w literaturze

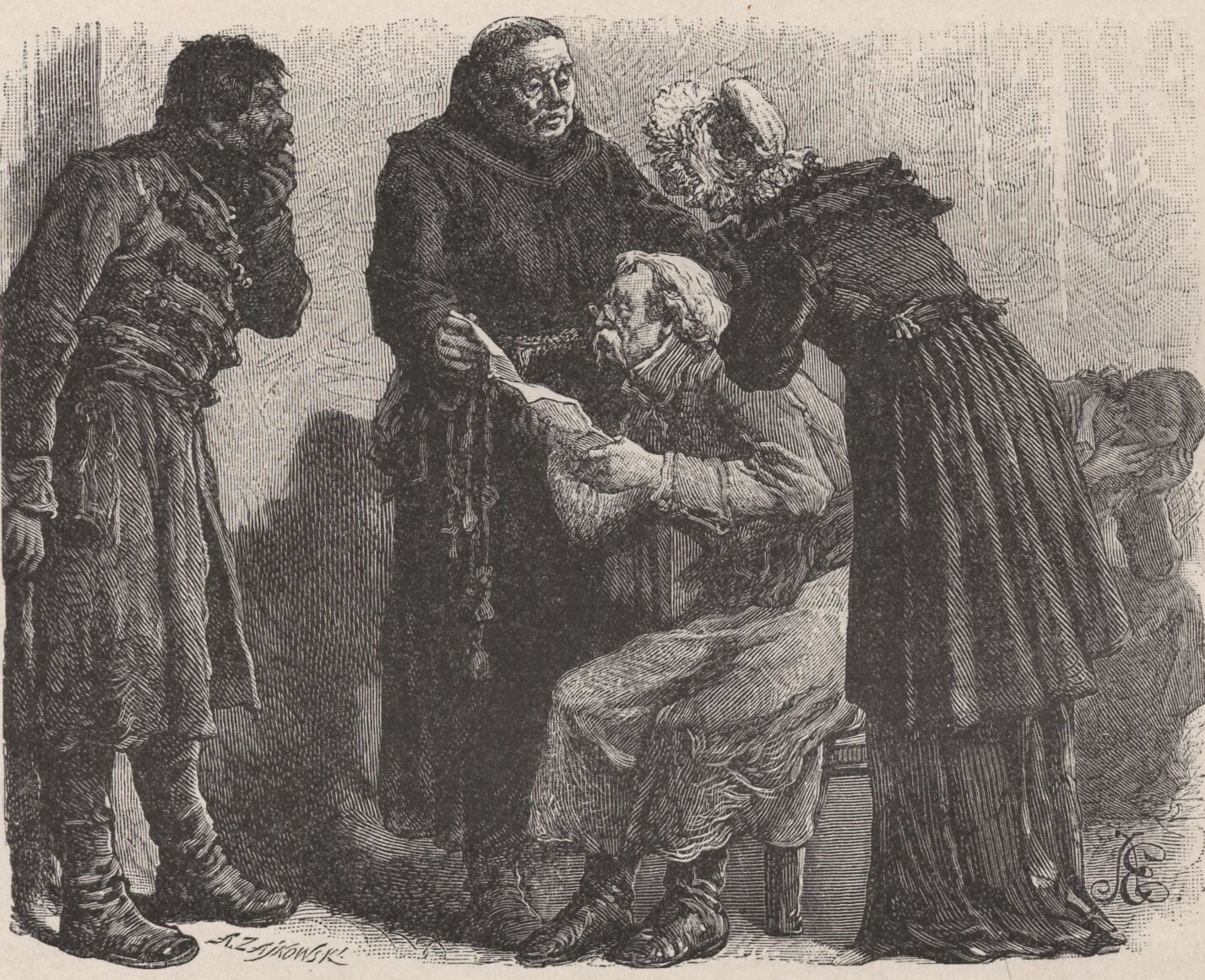
Kwestarz franciszkański, ilustracja do Pana Tadeusza A. Mickiewicza autorstwa M. Andriollego z 1881

Franciszkanizm w literaturze – tendencje w literaturze XX wieku nawiązujące do idei franciszkanizmu i jego protagonisty św. Franciszka z Asyżu. Bohater literatury nurtu franciszkańskiego to człowiek prosty, radujący się z życia, głęboko religijny i miłujący naturę. Pochwała prostego stosunku do świata łączy się często w utworach tego nurtu ze świadomym uproszczeniem kompozycji i stylu.
Określa on poglądy i postawę przyjmowaną przez świętego Franciszka z Asyżu i franciszkanów polegającą na:
1. Życiu według zasad Ewangelii
2. Pokornym przyjmowaniu cierpienia
3. Radowaniu się ubóstwem
4. Podkreślaniu miłości i troskliwości Boga Ojca w stosunku do swoich umiłowanych dzieci
5. Braterstwie z wszystkimi stworzeniami ożywionymi i nieożywionymi, które określa się mianem braci i sióstr
6. Otaczaniu miłością każdego człowieka, zwłaszcza grzeszników
7. Pokutowaniu za grzechy
8. Pokorze
9. Radości w życiu
10. Służbie Bogu, Kościołowi, bliźnim, szczególnie ubogim i cierpiącym oraz światu

Terminu franciszkanizm używali m.in. A. Gemelli, T. Lombardi, L. Iriarte. Franciszkanizmem nazywa się także dzieje zakonów i wspólnot religijnych o inspiracji franciszkańskiej.
Pierwiastki franciszkańskie pojawiają się w literaturze już w średniowieczu, ale o franciszkanizmie, jako o jej nurcie możemy mówić dopiero od drugiej połowy XIX wieku. Związane jest to z ukazaniem się książki A. F. Ozanama Les Poètes franciscains en Italie au treizième siècle (1852), której streszczenie Franciszek Seraficki i poeci włoscy z jego szkoły pojawiło się w Polsce rok później. Franciszkanizm przejawia się nie tylko w tekstach poświęconych świętemu Franciszkowi, ale i tych, w których pojawiają się franciszkanie oraz odnoszących się do duchowości franciszkańskiej lub do motywów związanych z Asyżem.
Postacie franciszkanów pojawiają się w następujących tekstach:
- I. Chodźko Pamiętniki kwestarza

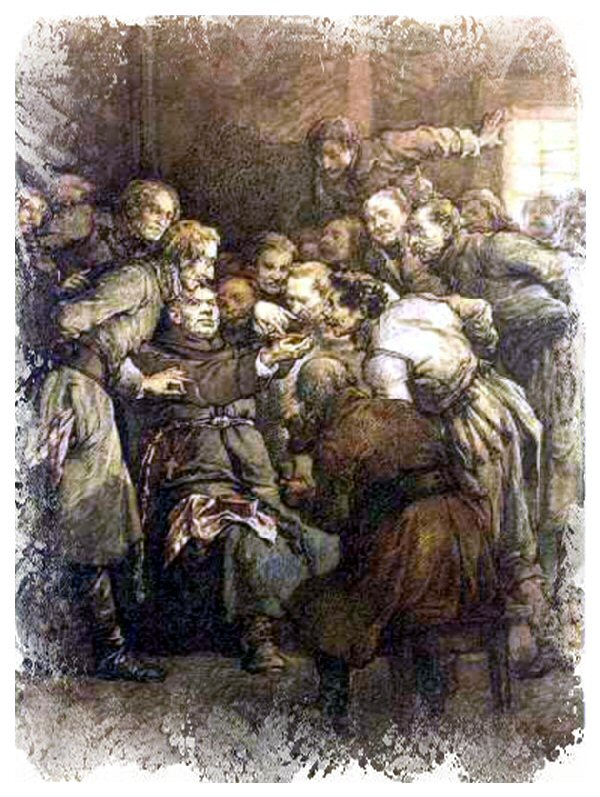
Chwalicie mą tabakę, ilustracja do Pana Tadeusza A. Mickiewicza autorstwa M. Andriollego z 1881

- W. S. Reymont Pielgrzymka do Jasnej Góry. Wrażenia i obrazy
- Z. Nałkowska Książka zażaleń
- P. Górska Paleta i pióro
- A. Mickiewicz Dziady, Pan Tadeusz
- I. Hołowiński Opuszczony klasztor, Ksiądz kapucyn
- J.I. Kraszewski Sfinks

Postacie występujących w literaturze franciszkanów wzorowane były często na znanych osobach, szczególnie, jeśli żyły według zasad duchowości franciszkańskiej.
Wyrazem franciszkanizmu jest także postawa życiowa człowieka, zgodna z duchem św. Franciszka. Typowo franciszkańskie podejście do życia przejawia się w następujących tekstach:
- E. Zegadłowicz Przyjdź Królestwo Twoje
- S. Witkiewicz Myśli, List do syna
- W. Bąk Pochwalona niech będzie zima
- J. Korczak Sam na sam z Bogiem. Modlitwy tych, którzy się nie modlą
- J. Kasprowicz Księga ubogich

Franciszkanizm wiąże się także z tekstami poświęconymi świętemu Franciszkowi:
- Kwiatki świętego Franciszka (tłum. np. Leopold Staff)
- L. de Wohl Święty Franciszek z Asyżu. Radosny żebrak
- G.K. Chesterton Święty Franciszek z Asyżu
- R. Brandstaetter Inne kwiatki świętego Franciszka, Teatr świętego Franciszka
- Zofia Kossak-Szczucka Bez oręża, Opiekun Bożych stworzeń (opowiadanie w zbiorze Szaleńcy Boży)
- Christian Bobin Najniższy

W końcu przejawem franciszkanizmu mogą być teksty związane z Asyżem:
- R. Brandstaetter Kroniki Asyżu
- W. Łysiak Wyspy zaczarowane

Albumy muzyczne z piosenkami poświęconymi św. Franciszkowi i duchowości franciszkańskiej wydali, m.in.: Angelo Branduardi (L’infinitamente piccolo, 2000), Gang Marcela (Pokój i Dobro, 2008). W 1981 roku wystawiono pierwszy raz we Włoszech musical Forza venite gente, przeszczepiony w 1991 roku na grunt polski przez Teatr Ludowy w Krakowie.